# Diwja
Diwja (ros. Дивья) – osiedle w Rosji, w Kraju Permskim, w okręgu miejskim Dobrianki. W 2010 liczyło 1407 mieszkańców.